# Beija-pé

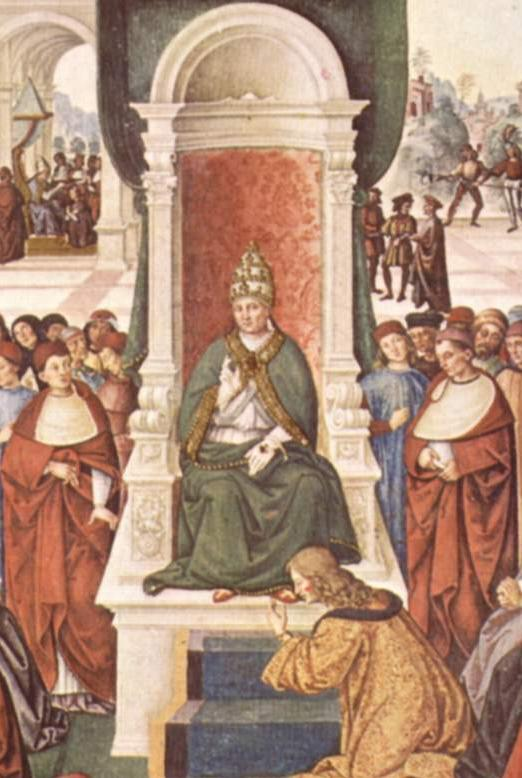
O Papa Eugênio IV na cerimônia de beija-pé. Afresco da Biblioteca Piccolomini, Catedral de Siena, de Pinturicchio, 1502-1507.

O Beija-pé foi a saudação normal que a etiqueta e protocolo papal prescrevia para os fiéis apresentados ao papa em audiência privada. Os fiéis deviam ficar ajoelhados e beijar a cruz de ouro bordada em seu sapato (o múleo). O costume iniciou-se em meados do século VI como demonstração de veneração ao poder do papa como Vigário de Cristo.
Durante a maior parte da história, o beija-pé foi um símbolo de respeito e submissão ao papa. A cerimônia foi abolida pelo Papa Paulo VI nos anos 60.

## História
Possivelmente a origem do beija-pé dos papas foi influenciado pelo cerimonial dos reis da época, tal como se manifesta no culto aos imperadores romanos, no entanto, o ritual também pode ter sido criado sob influência de passagens e costumes relatados pela Bíblia, "isto provavelmente está implícito na frase de Isaías (49:23): Reis… lamberão o pó dos teus pés." Essa marca particular de veneração veio a prevalecer em um período precoce nas cerimônias papais, já na Antiguidade tardia. No século VI o "Liber Pontificalis" atesta que o imperador Justiniano pagou este sinal de respeito ao Papa João I (523-26), como mais tarde Justiniano II também fez ao Papa Constantino. Posteriormente o "Ordo Romanus" no século VII retrata o mesmo costume. Na eleição do Papa Leão IV (847) o costume de então beijar o pé do papa foi descrito como antigo no protocolo papal.

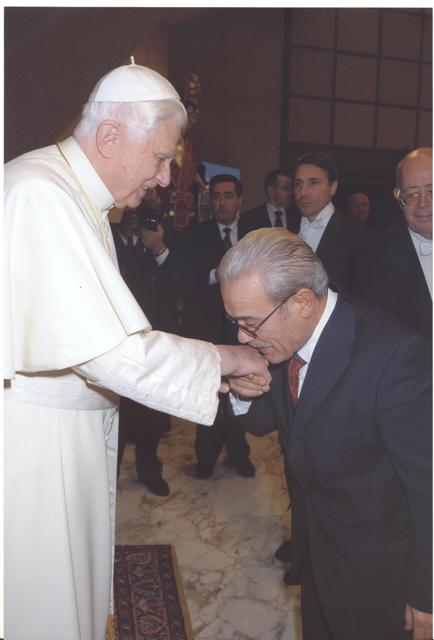
Fiel beijando a mão de Bento XVI em audiência privada. Itália, 2009. Atualmente somente o beija-mão existe no protocolo papal.

No século XI o Dictatus Papae, um documento sobre a autoridade papal, em sua proposição IX, afirmava que "Quod solius pape pedes omnes principes deosculentur" — "Que todos os príncipes devem beijar os pés do Papa". Posteriormente em seu "De Altaris mysterio", Inocêncio III explica que essa cerimônia indica "a grande reverência devida ao Sumo Pontífice como o Vigário Daquele cujos pés foram beijados pela mulher que era uma pecadora".
O beija-pé também foi liturgicamente previsto até 1969 em uma Solene Missa Papal, sendo realizado pelos subdiáconos latinos e gregos, e também no rito da "adoração" (aqui no sentido estrito de veneração e respeito) do papa pelos cardeais após o conclave.
A cerimônia foi mantida por séculos como parte da etiqueta para saudar o papa nas audiências privadas. Nas demais ocasiões os fiéis cumprimentavam o papa da mesma forma que saudavam o bispo de sua jurisdição: fazendo genuflexão com o joelho direito e beijando seu anel (com isso indicando que se submetem à jurisdição do papa, e que essa jurisdição se aplica aos fiéis em todo lugar, ou seja, é universal). O ritual do beija-pé foi abolido pelo Papa Paulo VI nos anos 60, subsistindo apenas a partir daí o beija-mão na etiqueta papal, que mesmo assim, não é obrigatória e universal na saudação dos fiéis ao pontífice. É muito comum na atualidade fiéis incorretamente apenas oscularem a mão do papa, quando deveriam fazer genuflexão e beijar sua mão.[carece de fontes?]